# Église Notre-Dame-de-l'Assomption de Cuisery
L'église Notre-Dame-de-l'Assomption de Cuisery est une église située sur le territoire de la commune de Cuisery dans le département français de Saône-et-Loire et la région Bourgogne-Franche-Comté.

## Historique
Elle fait l'objet d'un classement au titre des monuments historiques depuis le 9 août 1996.